# Cinefiat
Cinefiat era la rama del grupo Fiat que producía comerciales, musicales, dibujos animados, noticieros y películas para promocionar y patrocinar a la propia Fiat.

## Historia
Cinefiat nace en 1952 como productora cinematográfica del grupo Fiat, dedicada a la producción de películas industriales con fines publicitarios, promocionales o publicitarios de la fábrica de Turín, en 1956 realizó su primer documental sobre el Fiat 600. Los títulos y temas abordados son innumerables: desde automóviles hasta aviones, vehículos agrícolas, maquinaria de movimiento de tierras, camiones, motores marinos y plantas industriales. El "Centro Storico Fiat", Via Gabriele Chiabrera, 20, 10126 Turín, aún conserva la mayoría de ellos en película de 16 mm y 35 mm.m.
Contaba con todas las competencias, no sólo profesionales sino también técnicas, para la realización interna de sus producciones, siendo propietaria de ocho estudios de sonido (en Strada della Manta 24 en Turín, el complejo independiente más grande después de Cinecittà con 10.000 m² cubiertos) definido como el mejor de Europa Para la producción fotográfica y cinematográfica en la industria automotriz, también adaptable a producciones televisivas, además de contar con sistemas de iluminación para la producción de espectáculos, eventos y todo el equipo de video necesario para el negocio. La directora, Maria Rubiolo, conocida como "la Tota", y sus numerosos colaboradores fueron fundamentales para su éxito. La sede se ubicaba en el sótano de Corso Marconi, con cines, máquinas de cámara lenta y todo lo necesario para producir los históricos documentales "Cinefiat".
También colaboró con Claude Lelouch, Sergio Castellitto, Vittorio Gassman, Nino Manfredi, etc.
En 1994 Fiat vendió Cinefiat a Euphon (RCS, familia Rocchietti).